# Coatetelco

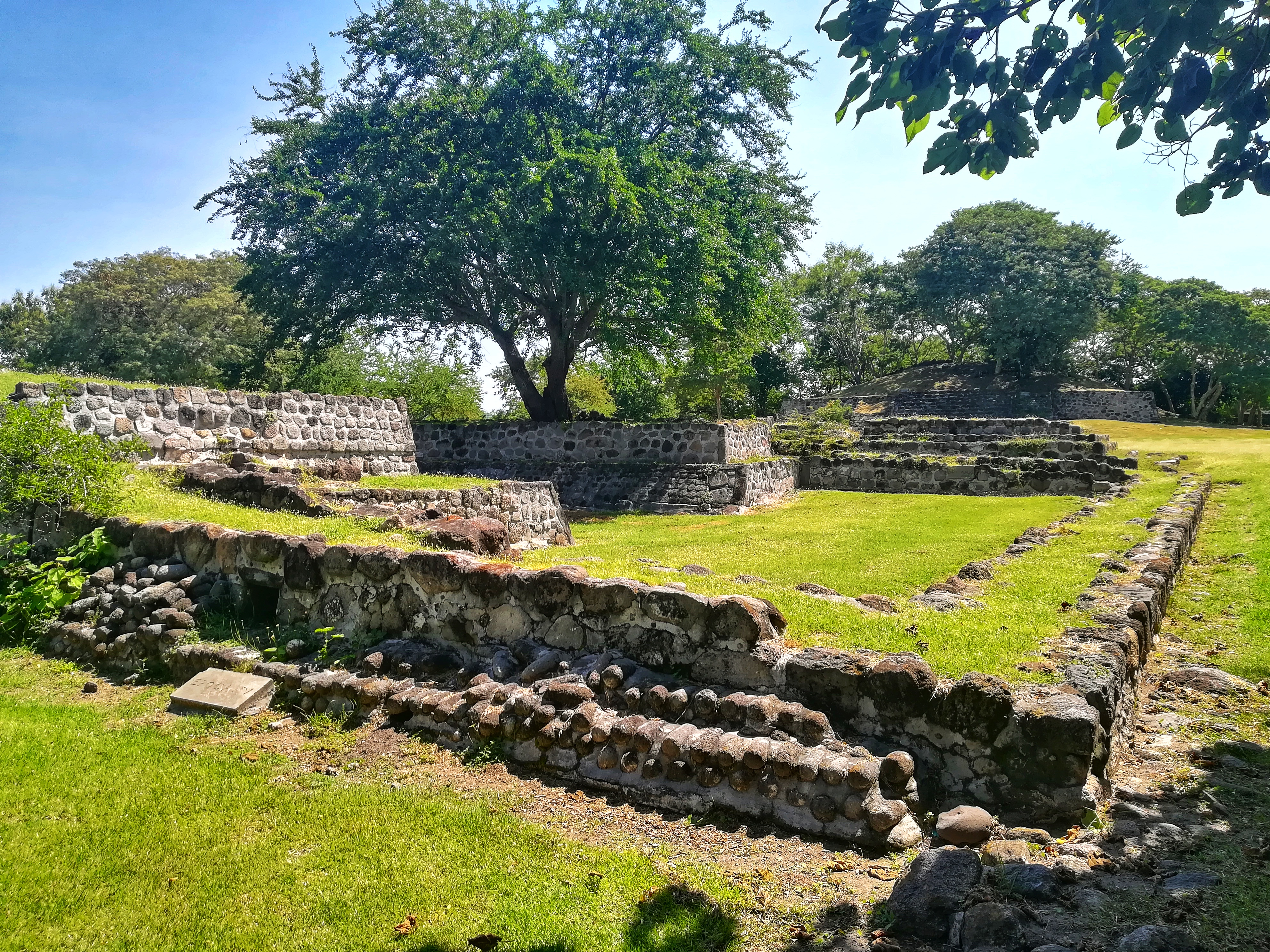
Coatetelco

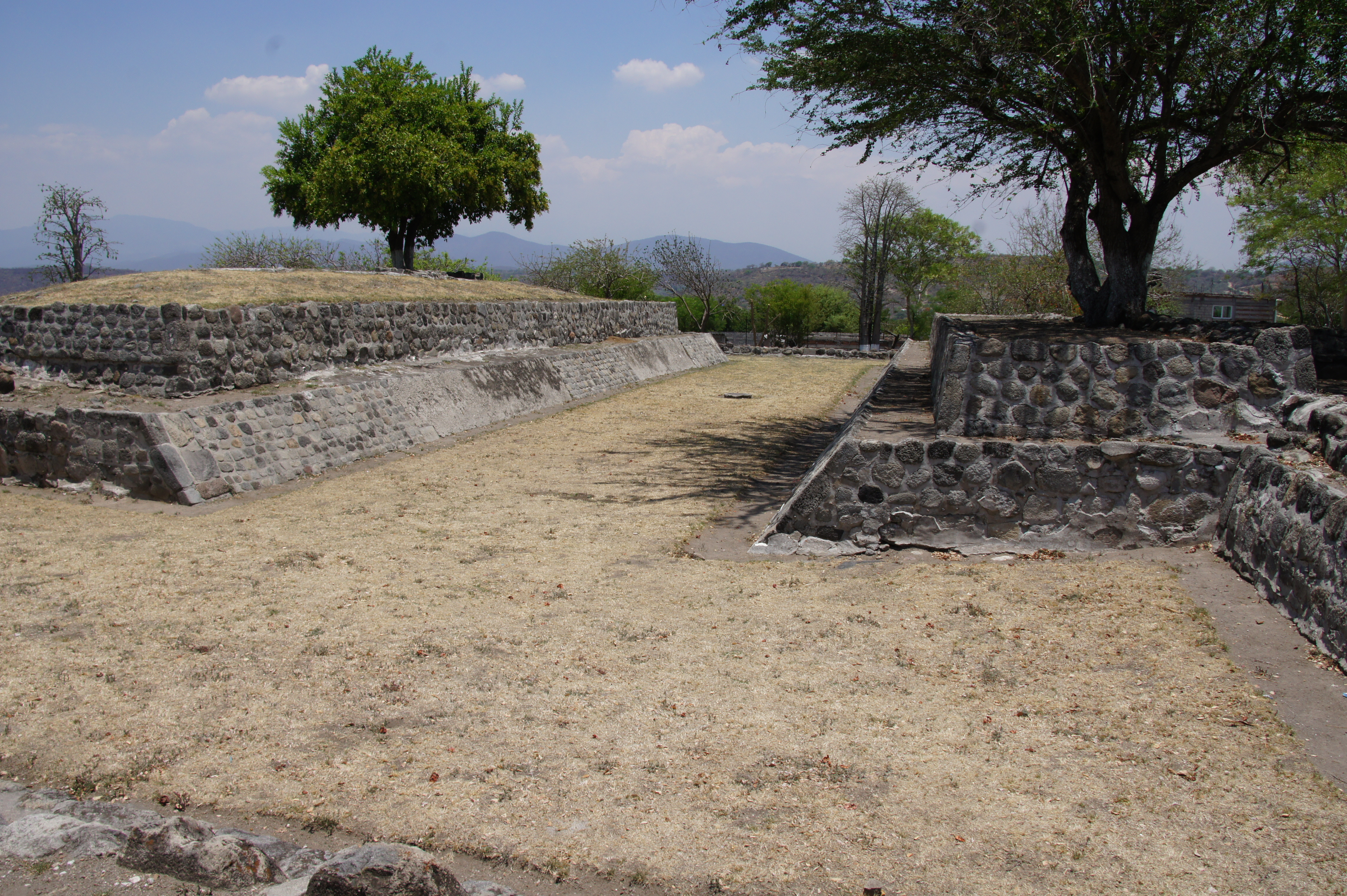
Ballspielplatz

Coatetelco ist eine kleine Ruinenstätte vor allem aus dem Postklassikum im südwestlichen Teil des mexikanischen Bundesstaates Morelos, Die wenigen ausgegrabenen vorspanischen Bauten liegen mitten im modernen Ort Coatetelco (der Name ist Náhuatl und wird von cōā-tl, Schlange, und tetel-li, Montikel aus Stein, mit dem Lokativ-Suffix -co gebildet).

## Lage

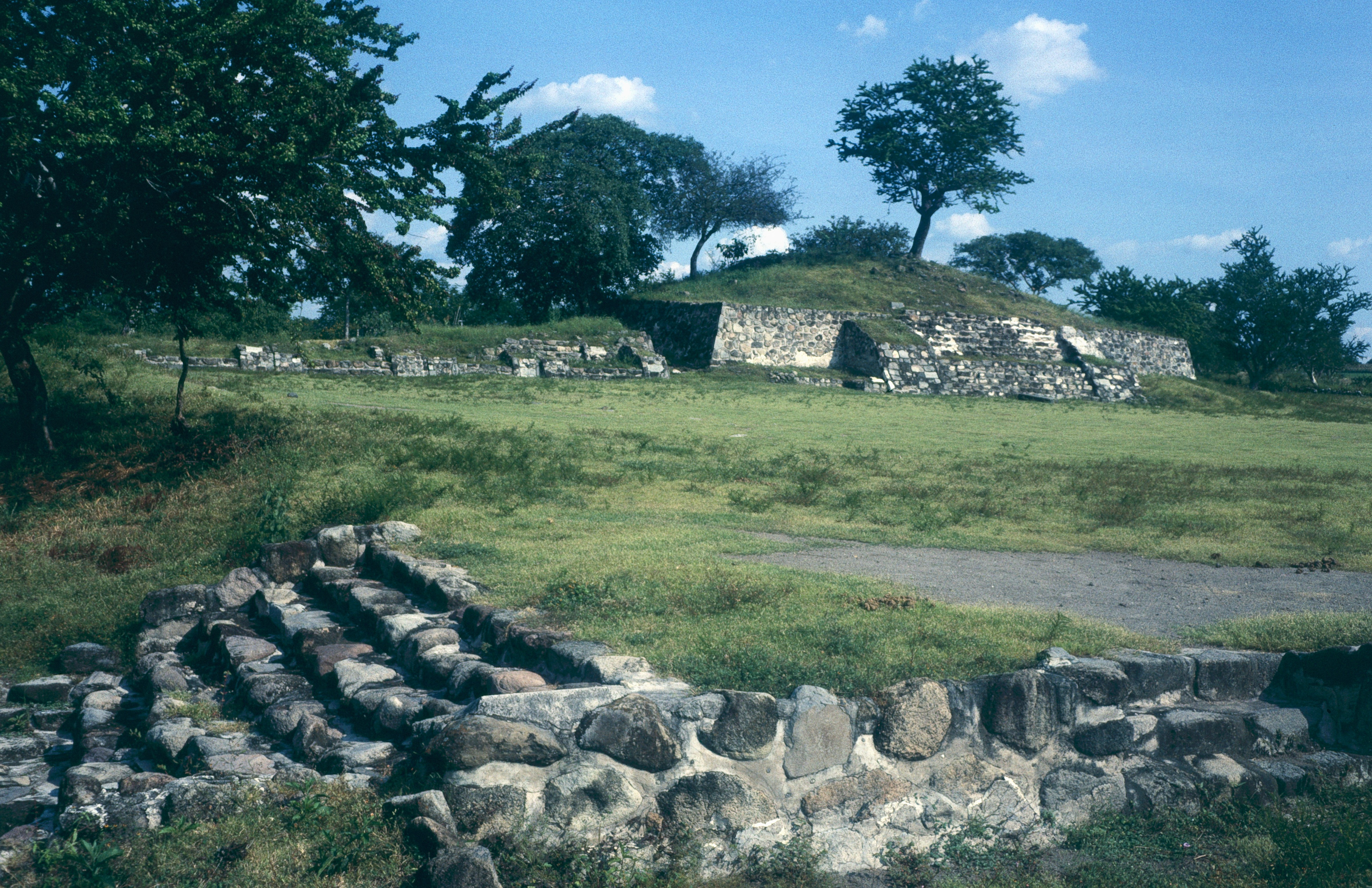
Hauptpyramide

Ort und archäologische Stätte von Coatetelco liegen rund 25 km (Luftlinie) südwestlich der Provinzhauptstadt Cuernavaca an einem kleinen See; die bedeutende archäologische Stätte von Xochicalco ist etwa 10 km in nördlicher Richtung entfernt. 

## Bauten

### Ballspielplatz
Die Bauten von Coatetelco sind um einen rechteckigen Platz angeordnet. Seine Westseite nimmt die Außenseite des Ballspielplatzes ein. Der Ballspielplatz weist die übliche Konstruktionsweise des postklassischen Zentralmexikos auf: eine niedrige schräge, mit Stuck verputzte Reflexfläche auf beiden Längsseiten, darüber eine schmale ebene Fläche und die senkrechte Abschlusswand, die nicht in voller Höhe erhalten ist. Die beiden Enden des Ballspielplatzes sind als breitere Flächen gestaltet, im nördlichen Teil führt eine schmale Treppe zu dem etwas tiefer gelegenen Spielfeld. Zu den die Seiten des Ballspielplatzes bildenden Plattformen führt von der Westseite eine doppelte Treppe hinauf, während auf der dem Hof zugewandten Seite eine Reihe von rechteckigen und eine runde niedrige Plattform vorgelagert sind. Hier wurden auch mehrere Gräber gefunden. In der südlichsten Plattform befanden sich Räucherlöffel (tlemāitl) als Opfergaben oder Reste von Opferhandlungen. Benachbart befand sich ein Schädelgerüst (tzompantli) zur Ausstellung der Schädel Getöteter.

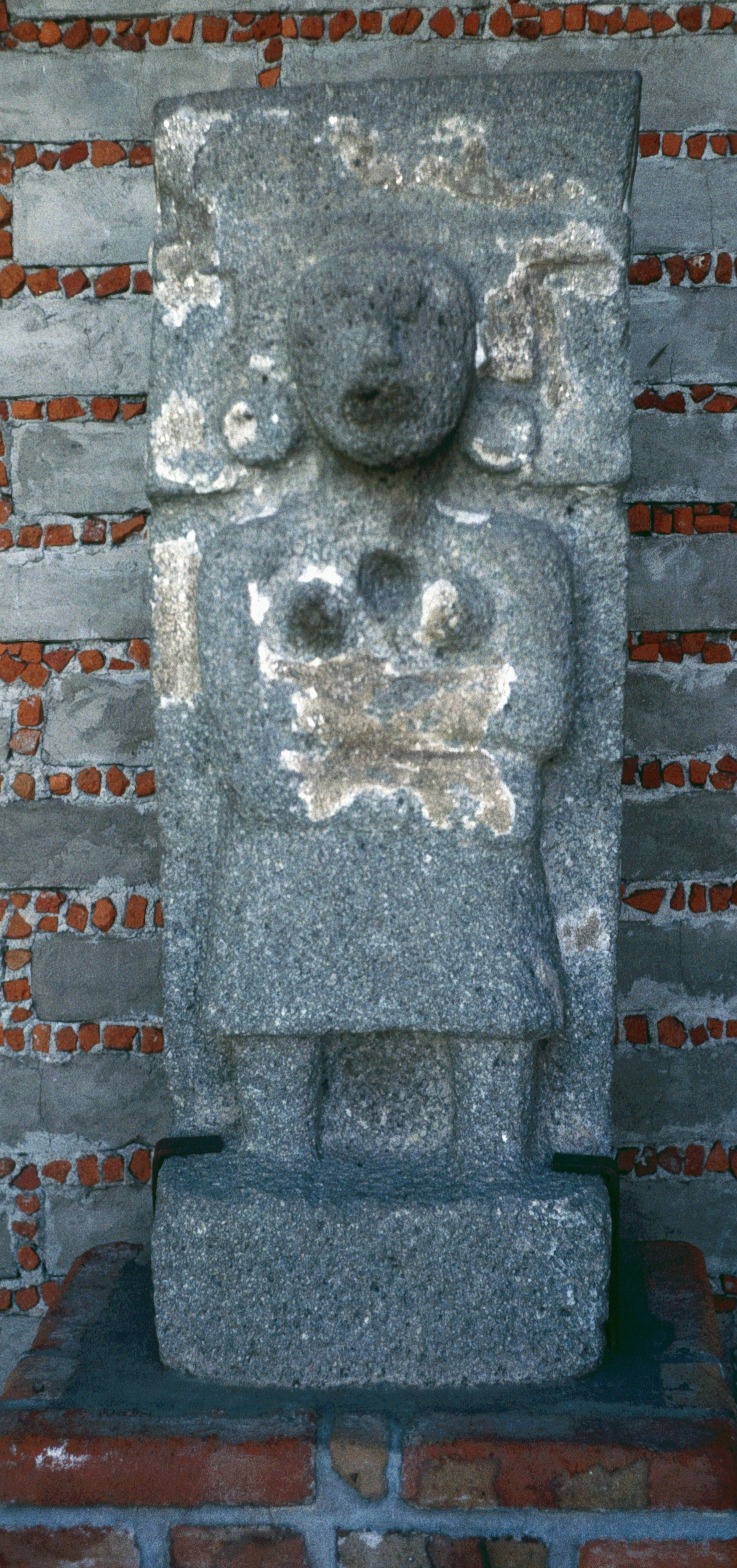
Weibliche Figur aus der Hauptpyramide

### Tempelpyramiden
An der südlichen Seite des Platzes liegt der stark zerstörte Rest einer Tempelpyramide mit dem für Zentralmexiko typischen doppelten Treppenaufgang. Vermutlich befanden sich auf der Spitze der Pyramide zwei Tempel, die wie in Tenochtitlán und Teopanzolco verschiedenen Göttern geweiht war. An der Ostseite des Platzes lag die größte Pyramide mit einer einzigen Treppe mit breiten Treppenwangen. In dieser Pyramide wurde eine steinerne weibliche Figur gefunden. 